# Aethiothemara graueri
Aethiothemara graueri är en tvåvingeart som beskrevs av Friedrich Georg Hendel 1928. Aethiothemara graueri ingår i släktet Aethiothemara och familjen borrflugor. Inga underarter finns listade i Catalogue of Life.